# Mappsville (Virginia)
Mappsville es un lugar designado por el censo situado en el condado de Accomack, Virginia  (Estados Unidos). Según el censo de 2010 tenía una población de 440 habitantes.

## Demografía
Según el censo de 2010, Mappsville tenía una población en la que el 28,2% eran blancos; el 34,3% afroamericanos; el 0,0% eran indios americanos y nativos de Alaska; el 0,0% eran asiáticos; el 0,9% hawaianos y otros isleños del Pacífico; el 33,9% de otra raza, y el 2,7% a partir de dos o más razas. El 0,0% del total de la población eran hispanos o latinos de cualquier raza.